# Le Deschaux
Le Deschaux is een gemeente in het Franse departement Jura (regio Bourgogne-Franche-Comté). De plaats maakt deel uit van het arrondissement Dole. Le Deschaux telde op 1 januari 2022 1.030 inwoners. 

## Geografie
De oppervlakte van Le Deschaux bedroeg op 1 januari 2022 8,56 vierkante kilometer; de bevolkingsdichtheid was toen 120,3 inwoners per km².

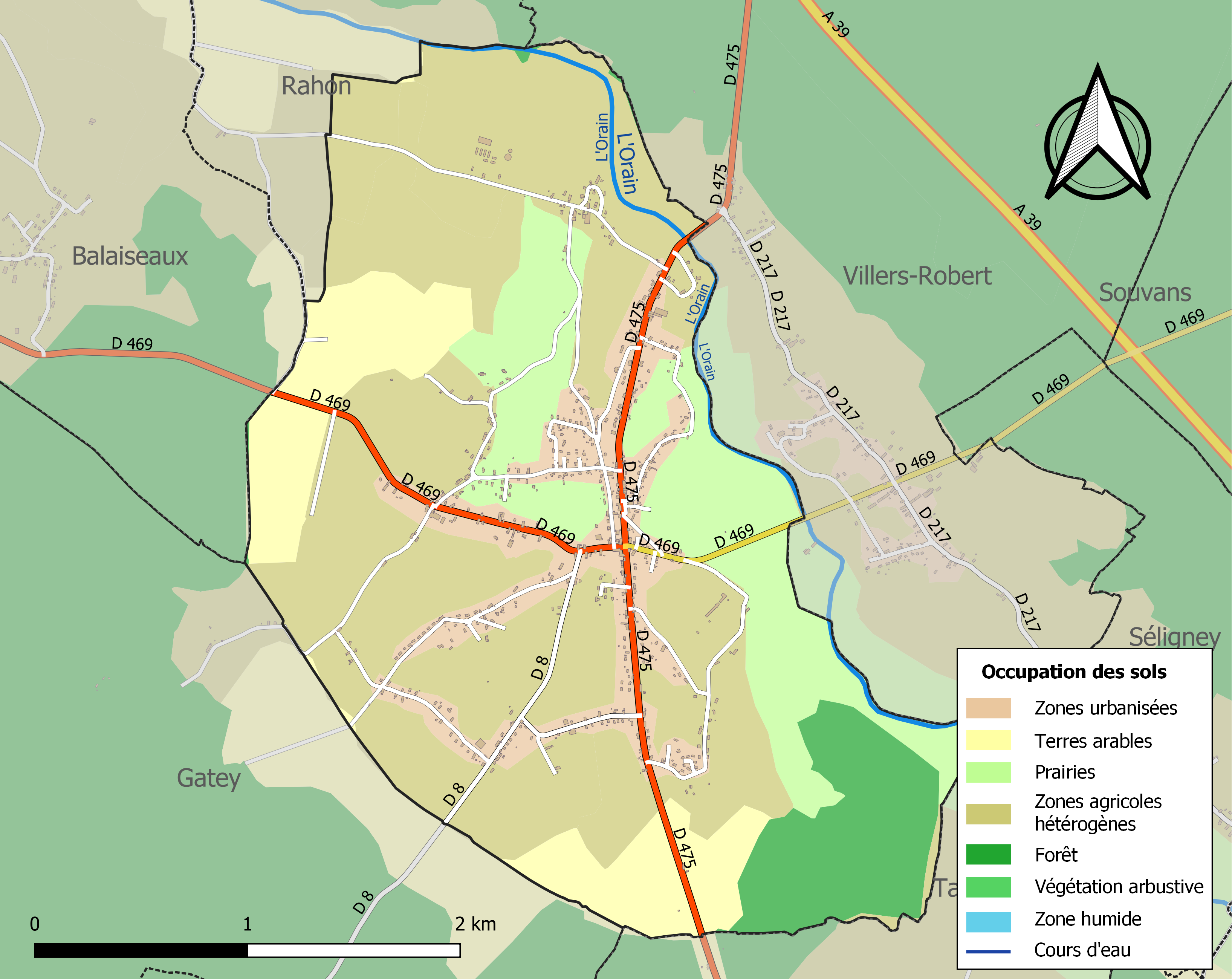
Kaart van de gemeente met de belangrijkste infrastructuur, bodemgebruik en omliggende gemeenten

## Demografie
Onderstaande figuur toont het verloop van het inwonertal (bron: INSEE-tellingen).